# Font pública (Castellar del Vallès)
La Font pública és una obra de Castellar del Vallès (Vallès Occidental) inclosa a l'Inventari del Patrimoni Arquitectònic de Catalunya.

## Descripció
Font situada a les cruïlles del carrer Torras i la Carretera de Sentmenat. La zona del basament presenta una forma el·líptica i està realitzada amb pedra local, sobre aquest s'aixeca el cos de la font amb forma de tros de piràmide i decorat amb motllures. De la part inferior surt la pica de forma cilíndrica, de la part superior, el brollador. Sobre aquest cos s'aixeca una columna que presenta un medalló en relleu a la zona inferior, i està coronat per un joc de formes geomètriques de ferro forjat que fan base al fanal.

## Història
L'aparició de fonts públiques a Castellar està lligada al procés de canalització d'aigües que es dugué a terme al últim quart del segle xix, aquest s'efectuà sota el mandat del Batlle Dr. Josep Tolrà i Abella, metge del poble i fundador de l'empresa tèxtil Vda. De J. Tolrà.